# 유엔국제학교

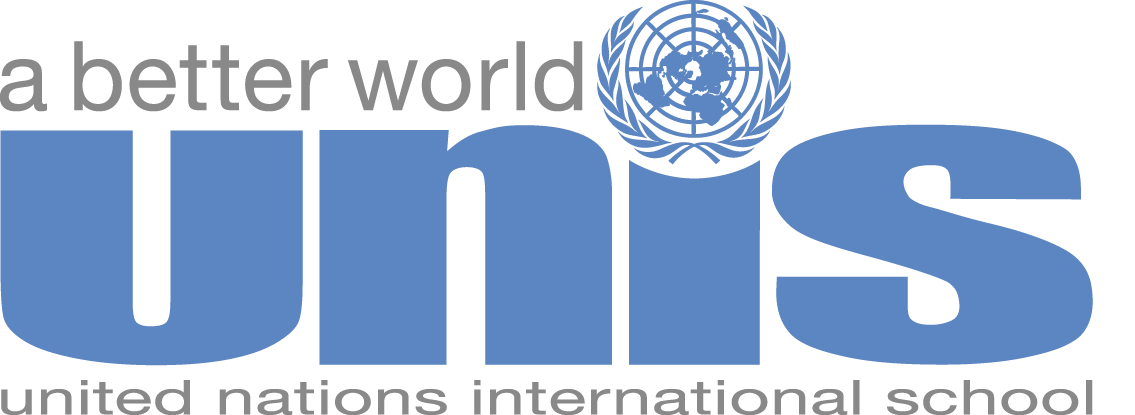

유엔국제학교(United Nations International School, UNIS)는 1947년 뉴욕시에 설립된 사립 국제학교이다. 어린 자녀를 둔 많은 유엔 직원들이 뉴욕의 학교 시스템에서 예상치 못한 어려움을 겪었다. 그중에는 1947년 5월, 다섯 살 아들을 데리고 인도에서 온 K. T. 베하난과 그의 아내도 있었다. 그들은 유엔 신탁 통치 이사회의 교육 정책 수립을 돕기 위해 1947년 5월 인도에 도착했다. 베하난 부부는 비슷한 상황에 처한 다른 유엔 가족들과 힘을 합쳐 레이크 석세스에 유엔 국제학교를 설립했고, 베하난 박사를 이사회 의장으로 임명했다. 이 학교는 학생들에게 국제 교육을 제공하는 동시에 학생들의 다양한 문화 유산을 보존하기 위해 설립되었다. 현재 UNIS는 유엔 본부 인근 맨해튼의 한 캠퍼스에 1,600명이 넘는 학생들이 재학 중이다. 이스트 강이 내려다보이는 맨해튼 캠퍼스는 유치원부터 12학년까지 운영되며, 2022년까지 퀸즈 자메이카 에스테이츠에 있는 한 캠퍼스에서 유치원부터 8학년까지 운영되었다.
UNIS는 국제 바칼로레아(IB) 시범 학교 중 하나였으며, 최초의 IB 학위를 수여한 학교 중 하나였다. UNIS의 포괄적인 K-12 커리큘럼은 학생들이 IB를 준비할 수 있도록 돕고 있으며, 국제적으로 인정받는 UNIS의 학업 기준은 학생들이 미국 및 전 세계 명문 대학에 진학할 수 있도록 지원한다.
UNIS는 주 언어로 영어를 사용하며, 모든 학생은 유치원부터 12학년까지 프랑스어 또는 스페인어를 공부한다. 아랍어, 프랑스어, 중국어, 독일어, 이탈리아어, 일본어, 러시아어도 7학년부터 가르치며, 학생들은 "언어 A" 영어와 "언어 B" 프랑스어 또는 스페인어(언어 C는 아랍어, 프랑스어, 중국어, 독일어, 이탈리아어, 일본어 또는 스페인어)와 함께 7개 언어 중 하나를 선택하여 심화 학습해야 한다. 학생들은 C 언어에서도 프랑스어 또는 스페인어를 선택할 수 있으며, 12학년까지는 C 언어를 이수해야 한다. 학생들은 주말이나 방과 후에 학교 안팎에서 추가 언어를 학습할 수 있다. 학교의 현임 총장은 댄 브레너이다.
UNIS는 국제학교협의회(Council of International Schools), 국제 바칼로레아(International Baccalaureate Organization), 유럽국제학교협의회(European Council of International Schools), 뉴욕주 독립학교협회(New York State Association of Independent Schools), 전국 독립학교협회(National Association of Independent Schools), 칼리지보드(College Board)의 회원이며, 뉴욕주 교육위원회(New York Board of Regents)에 비영리 독립학교로 등록되어 있다.